# 小村健
小村 健（おむら けん、1948年11月26日 - ）は、日本の歯学者、歯科医師。東京医科歯科大学大学院医歯学総合研究科口腔機能再構築学系専攻口腔機能再建学講座顎口腔外科学分野（旧第二口腔外科学教室）教授。日本口腔腫瘍学会理事長。

## 経歴
1975年に東京医科歯科大学歯学部卒業、東京大学大学院入学。1977年に中退し千葉県がんセンターに勤務。同院頭頸科医長、主任医長を経て2001年より東京医科歯科大学大学院教授に就任。
1994年 東京大学 医学博士 論文の題は「頭頸部悪性腫瘍の副咽頭間隙進展とその治療法としての副咽頭郭清術の有用性に関する臨床的ならびに基礎的研究」。

## 所属学会
- 日本口腔外科学会 評議員[5]、指導医[6]、専門医[7]
- 日本癌学会 評議員[8]
- 日本癌治療学会 評議員[9]
- 日本がん治療認定医機構 暫定教育医（歯科口腔外科）[10]
- 日本頭頸部癌学会 理事[11]
- 日本口腔腫瘍学会 理事長[2]
- 日本口腔科学会 評議員[12]
- 日本顎顔面インプラント学会 運営審議委員[13]、指導医[7]
- 日本有病者歯科医療学会 評議員[14]、認定医[15]
- 日本外傷歯学会 認定医[16]
- 国際口腔顎顔面外科学会[17]
- アジア口腔外科学会[17]

## 著書
- 小村健 他 著、日本口腔外科学会 編『口腔外科専門医マニュアル』医歯薬出版、2011年9月1日。ISBN 978-4-263-44341-5。
- 小村健 他 著、青柳公夫、鈴木俊夫、夏目長門 編『歯科医療事故予防学』医歯薬出版、2003年6月。ISBN 978-4-263-44154-1。
- 小村健 他 著、伊藤公一、高橋英登、宮地建夫、向井美惠、安井利一、小野芳明、齊藤力、鈴木尚 編『歯と口の健康百科 家族みんなの健康のために』医歯薬出版、1998年7月。ISBN 978-4-263-45400-8。
- 小村健 他 著、上田裕、須田英明、長尾正憲、道健一 編『有病者・高齢者歯科治療マニュアル』医歯薬出版、1996年2月。ISBN 978-4-263-45311-7。

## 論文

### 和文総説
- 小村健「口腔癌治療における機能温存と再建手術」（PDF）『口腔病学会雑誌』第69巻第4号、口腔病学会、2002年12月、245-250頁、doi:10.5357/koubyou.69.245、ISSN 0300-9149、NAID 80015972670、PMID 12607956、JOI:JST.Journalarchive/koubyou1952/69.245。
- 小村健「【耳下腺手術】 副咽頭間隙に主座する耳下腺腫瘍の手術」『Hospital Dentistry & Oral-Maxillofacial Surgery』第16巻第1号、日本病院歯科口腔外科協議会、2004年6月、13-16頁、ISSN 0915-1664。

### 和文解説
- 小村健、竹内洋介「臨床のエッセンシャル 見えない痛みを診る 口腔癌の痛み」『DENTAL DIAMOND』第24巻第15号、デンタルダイヤモンド社、1999年11月、60-65頁、ISSN 0386-2305。
- 小村健、鈴木晴彦、竹内洋介「【中咽頭癌の臨床】 中咽頭癌拡大切除再建術後の機能障害」『JOHNS』第17巻第4号、東京医学社、2001年4月、585-589頁、ISSN 0910-6820。
- 小村健「頸部郭清術の術式と適応 保存的頸部郭清術の術式と適応」（PDF）『頭頸部腫瘍』第27巻第3号、日本頭頸部腫瘍学会、2001年11月、595-600頁、ISSN 0911-4335、NAID 10012170545。
- 小村健「最近の歯学 口腔機能再建 口腔癌・リンパ節郭清とセンチネルリンパ節生検」（PDF）『口腔病学会雑誌』第68巻第4号、口腔病学会、2001年12月、316頁、ISSN 0300-9149、NAID 10010632504、JOI:JST.Journalarchive/koubyou1952/68.316。
- 小村健「【頭頸部腫瘍の病理診断】 口腔腫瘍の臨床」『病理と臨床』第23巻第11号、文光堂、2005年11月、1167-1171頁、ISSN 0287-3745。
- 小村健、戸塚靖則、柴原孝彦、大関悟、長尾徹、原田浩之「口腔癌検診のためのガイドライン作成」『日本歯科医学会誌』第25巻、日本歯科医学会、2006年3月、54-62頁、ISSN 0286-164X、NAID 10017543841。
- 小村健「地図状舌を呈する病態」『日本医事新報』第4340号、日本医事新報社、2007年6月、91-92頁、ISSN 0385-9215。

### 和文原著
- 小村健、武宮三三、島田文之「頭頸部悪性黒色腫の治療におけるcryosurgeryについて」『Cryosurgery研究会誌』第8-9号、凍結手術研究会、1984年10月、86-88頁。
- 小村健、武宮三三「舌下腺原腺様嚢胞癌の1例」（PDF）『日本口腔外科学会雑誌』第31巻第7号、日本口腔外科学会、1985年7月、1749-1754頁、doi:10.5794/jjoms.31.1749、ISSN 0021-5163、NAID 50002048508、JOI:JST.Journalarchive/jjoms1967/31.1749。
- 小村健、武宮三三、嶋田文之「下顎骨切除を含む耳下腺拡大全摘出例の臨床病理学的検討」（PDF）『日本口腔外科学会雑誌』第32巻第2号、日本口腔外科学会、1986年2月、303-310頁、doi:10.5794/jjoms.32.303、ISSN 0021-5163、JOI:JST.Journalarchive/jjoms1967/32.303。
- 小村健、武宮三三、嶋田文之 他「頭頸部粘膜原発悪性黒色腫の臨床統計的観察」『癌の臨床』第32巻第12号、篠原出版新社、1986年10月、1511-1518頁、ISSN 0021-4949、NAID 50002181354、PMID 3783975。
- 小村健、武宮三三、桜庭裕「Hyomandibular complex切除後の喉頭挙上術」（PDF）『日本口腔科学会雑誌』第36巻第2号、日本口腔科学会、1987年4月、527-534頁、ISSN 0029-0297。
- 小村健、武宮三三「煮沸骨再植による下顎骨再建」（PDF）『日本口腔外科学会雑誌』第30巻第9号、日本口腔外科学会、1987年4月、1360-1368頁、doi:10.5794/jjoms.30.1360、ISSN 0021-5163、JOI:JST.Journalarchive/jjoms1967/30.1360。
- 小村健、武宮三三、 島田文之「中咽頭癌および中咽頭進展口腔癌に対する副咽頭腔郭清の検討」『耳鼻と臨床』第33巻補冊2、耳鼻と臨床会、1987年10月、566-571頁、ISSN 0447-7227。
- 小村健、島田文之「〔耳鼻咽喉・頭頸部疾患の予防医学〕口腔癌 一次予防と二次予防」『JOHNS』第4巻第8号、東京医学社、1988年8月、1109-1113頁、ISSN 0910-6820。
- 小村健「下顎骨切断・切除・固定ならびに欠損修復」『JOHNS』第5巻第1号、東京医学社、1989年1月、135-142頁、ISSN 0910-6820。
- 小村健、武宮三三、嶋田文之、林升「舌リンパ節転移をきたした舌癌の1例」（PDF）『日本口腔外科学会雑誌』第35巻第4号、日本口腔外科学会、1989年4月、996-1000頁、ISSN 0021-5163。
- 小村健、油井信春「口腔癌 下顎骨浸潤の画像診断」『JOHNS』第6巻第2号、東京医学社、1990年2月、230-235頁、ISSN 0910-6820。
- 小村健「口腔癌とそのスクリーニング」『ザ・クインテッセンス』第10巻第2号、クインテッセンス出版、1991年2月、315-322頁、ISSN 0286-407X。
- 小村健、武宮三三、牧野修治郎、嶋田文之「顎下腺腺様嚢胞癌6例の検討」（PDF）『日本口腔外科学会雑誌』第38巻第4号、日本口腔外科学会、1992年2月、604-614頁、doi:10.5794/jjoms.38.604、ISSN 0021-5163、NAID 50003581595、JOI:JST.Journalarchive/jjoms1967/38.604。
- 小村健、武宮三三、牧野修治郎、嶋田文之「Dacron-urethane製mandibular mesh trayと骨髄海綿骨移植による下顎骨再建」（PDF）『日本口腔外科学会雑誌』第39巻第4号、日本口腔外科学会、1993年4月、445-451頁、doi:10.5794/jjoms.39.445、ISSN 0021-5163、JOI:JST.Journalarchive/jjoms1967/39.445。
- 小村健、武宮三三、嶋田文之、牧野修治郎、片橋立秋、本田武司、林升、岡村博久「舌癌の舌リンパ節転移についての検討」（PDF）『頭頸部腫瘍』第20巻第1号、日本頭頸部腫瘍学会、1994年3月、50-56頁、ISSN 0911-4335。
- 小村健「唾液腺腫瘍 外科的切除を中心に」『歯科ジャーナル』第41巻第1号、アークメディア、1995年1月、89-99頁、ISSN 0386-4715。
- 小村健「頭頸部悪性腫瘍の副咽頭間隙進展と副咽頭郭清術の有用性に関する臨床病理学的研究」（PDF）『日本口腔外科学会雑誌』第41巻第7号、日本口腔外科学会、1995年7月、593-610頁、doi:10.5794/jjoms.41.593、ISSN 0021-5163、NAID 10006383242、JOI:JST.Journalarchive/jjoms1967/41.593。
- 小村健「微粒子活性炭CH40を用いた口腔および中咽頭から副咽頭間隙へのリンパ流に関する研究」（PDF）『日本口腔外科学会雑誌』第41巻第9号、日本口腔外科学会、1995年9月、759-766頁、doi:10.5794/jjoms.41.759、ISSN 0021-5163、NAID 10006383860、JOI:JST.Journalarchive/jjoms1967/41.759。
- 小村健、牧野修治郎、小野貢伸、和田重人「軟口蓋および中咽頭側壁を含む腫瘍切除後の再建法と術後機能」（PDF）『日本口腔科学会雑誌』第45巻第1号、日本口腔科学会、1996年1月、72-79頁、ISSN 0029-0297、NAID 10011653845。
- 小村健、和田重人、小野貢伸、嶋田文之「口腔扁平上皮癌における副神経リンパ節転移例の検討」（PDF）『日本口腔外科学会雑誌』第42巻第6号、日本口腔外科学会、1996年6月、560-565頁、doi:10.5794/jjoms.42.560、ISSN 0021-5163、NAID 10011658049、JOI:JST.Journalarchive/jjoms1967/42.560。
- 小村健、嶋田文之、奥村一彦、柳井智恵、山下知巳「顎下腺と副耳下腺に発生した良性リンパ上皮性疾患の1例」（PDF）『日本口腔外科学会雑誌』第43巻第5号、日本口腔外科学会、1997年5月、410-412頁、ISSN 0021-5163、NAID 10011660899。
- 小村健、山下知巳、柳井智恵、竹内洋介、鈴木晴彦、嶋田文之、和田勝則「舌紡錘細胞癌の臨床病理学的検討」（PDF）『頭頸部腫瘍』第24巻第1号、日本頭頸部腫瘍学会、1998年3月、50-55頁、ISSN 0911-4335、NAID 10012233232。
- 小村健、山下知巳、永易裕樹「頸部Castleman病 自験例2例と本邦報告例87例の検討」（PDF）『日本口腔科学会雑誌』第48巻第4号、日本口腔科学会、1999年7月、360-365頁、ISSN 0029-0297。
- 小村健、原田浩之、前田顕之「顎関節腫瘍の診断と治療 症例を中心として 顎関節悪性腫瘍の診断と治療」（PDF）『日本口腔腫瘍学会誌』第12巻第4号、日本口腔腫瘍学会、2000年12月、391-395頁、doi:10.5843/jsot.12.391、ISSN 0911-4335、NAID 10013022691、JOI:JST.Journalarchive/jsot1989/12.391。
- 小村健、鈴木晴彦、竹内洋介、原田浩之、前田顕之、嶋田文之「舌全摘例における喉頭保存の限界」『頭頸部腫瘍』第27巻第1号、日本頭頸部腫瘍学会、2001年3月、49-54頁、ISSN 0911-4335、NAID 10012169944。
- 小村健、鈴木晴彦、竹内洋介、原田浩之、幡野和男、戸川貴史「頭頸部癌切除後の機能再建 上顎部を中心とした腫瘍切除と機能回復 上顎部扁平上皮癌に対する術前CBDCA同時併用加速多分割照射療法」（PDF）『頭頸部腫瘍』第27巻第3号、日本頭頸部腫瘍学会、2001年11月、663-669頁、ISSN 0911-4335、NAID 10012170683。
- 小村健、原田浩之、島本裕彰、竹内洋介、林崎勝武「口腔癌局所再発例に対する救済手術」（PDF）『頭頸部腫瘍』第29巻第1号、日本頭頸部腫瘍学会、2003年3月、34-40頁、ISSN 0911-4335、NAID 10012171934。
- 小村健、原田浩之、島本裕彰「遊離血管柄付き骨による下顎再建」（PDF）『日本口腔腫瘍学会誌』第22巻第2号、日本口腔腫瘍学会、2010年6月、61-68頁、doi:10.5843/jsot.22.61、ISSN 0911-4335。